# Nội gián (phim 2013)
Nội gián (tựa gốc: Paranoia) là một bộ phim giật gân của Mỹ năm 2013 do Robert Luketic đạo diễn, kịch bản do Barry L. Levy và Jason Hall viết, chủ yếu dựa trên tiểu thuyết cùng tên năm 2004 của Joseph Finder. Phim có sự tham gia của Liam Hemsworth, Gary Oldman, Amber Heard và Harrison Ford.

## Nội dung
Adam Cassidy là một nhà phát minh trẻ tài năng đang làm việc cho công ty công nghệ của Nicholas Wyatt. Sau khi bị sa thải, Adam đã sử dụng tiền trong thẻ tín dụng của công ty để đi ăn chơi với bạn bè. Wyatt và Miles Meechum, vệ sĩ của ông ta, đe dọa sẽ tống Adam vào tù nếu anh không đồng ý làm gián điệp của Wyatt.
Adam được hướng dẫn bởi Judith Bolton và thâm nhập vào công ty của Jock Goddard, người cố vấn cũ của Wyatt nhưng bây giờ đã trở thành đối thủ cạnh tranh của ông. Anh cung cấp cho Goddard, người đã ăn cắp một số ý tưởng của Wyatt, một phần mềm tiên tiến có thể xâm nhập điện thoại di động. Đặc vụ FBI Gamble thẩm vấn Adam, tiết lộ rằng có ba nhân viên khác của Wyatt chuyển đến công ty của Goddard được phát hiện đã chết, nhưng Adam không quan tâm.
Adam biết được Emma Jennings, cô gái anh gặp trong vũ trường, là giám đốc quảng bá của công ty của Goddard. Anh bắt đầu một cuộc tình với Emma để ăn cắp dữ liệu về các dự án sắp tới của Goddard. Wyatt đe dọa sẽ giết ông Frank Cassidy, bố của Adam, nếu anh không ăn cắp cái điện thoại đời mới do Goddard phát triển. Sau đó Adam phát hiện ra Meechum và Bolton đang theo dõi mình, anh lục tung căn hộ và phá hủy những camera được đặt lén. Để đáp trả, Meechum đã lái xe tông Kevin, một người bạn của Adam. Adam có 48 giờ để ăn cắp cái điện thoại.
Adam sử dụng vân tay của Emma trên cái muỗng để đăng nhập vào kho chứa sản phẩm bí mật của công ty. Anh đã chạm mặt Goddard, người có ý định chiếm công ty của Wyatt với bằng chứng Adam là gián điệp của Wyatt. Emma nhận ra mình đã bị Adam lợi dụng. Adam nhờ Kevin giúp đỡ. Bolton bị phát hiện là gián điệp của Goddard, thời gian vừa qua cô ở bên cạnh Wyatt để chống lại ông ta. Wyatt và Goddard hẹn gặp nhau, cả hai tiết lộ rằng họ đều có âm mưu phá hoại công ty của người kia. Adam bí mật sử dụng phần mềm do chính mình phát minh để ghi âm cuộc nói chuyện của cả hai, chuyển đến máy tính của Kevin, và Kevin gửi cho FBI. Goddard, Wyatt, Bolton và Meechum đều bị Gamble bắt giữ, còn Adam được thả ra do anh có hỗ trợ FBI điều tra. Sau này Adam cùng với nhóm bạn của mình mở một công ty nhỏ ở Brooklyn, rồi anh tái hợp với Emma.